# 전주예술중학교
전주예술중학교(全州藝術中學校)는 대한민국 전북특별자치도 완주군 구이면 항가리에 있는 사립 중학교이다.

## 학교 연혁
- 1992년 6월 10일 : 학교법인 정신학원 설립인가
- 1992년 6월 10일 : 황경수 초대 이사장 취임
- 1996년 12월 23일 : 전주예원학교 설립인가(음악과 2학급, 미술과 2학급 총 2학과, 12학급)
- 1997년 3월 3일 : 제1회 입학식(1학급 37명)
- 2000년 5월 1일 : 특성화 중학교 승인
- 2005년 4월 14일 : 자율학교 지정
- 2007년 2월 16일 : 학교법인 성안나교육재단 명칭변경
- 2022년 3월 2일 : 제12대 정의봉 교장 취임
- 2024년 1월 5일 : 졸업식(37명)
- 2024년 3월 4일 : 입학식(37명)

## 참고 자료
- 전주예술중학교 - 한국교육학술정보원 학교알리미